# Chiesa di Santa Chiara (Noto)
La chiesa di Santa Chiara (denominata ufficialmente chiesa di Santa Maria Assunta) è un luogo di culto ubicato in corso Vittorio Emanuele, dirimpetto all'ex monastero benedettino del SS. Salvatore, nella città di Noto.

## Storia
Progettata da Rosario Gagliardi negli anni intorno al 1730, venne completata nel 1758 e fu annessa al monastero (oggi adibito a sede museale). La pianta centrale è di forma ellittica, sul modello delle chiese ellittiche romane edificate tra Cinquecento e Seicento.
La chiesa è stata oggetto di lunghi lavori di restauro, conclusi nel 2006, a cura dello Studio di ingegneria "Stancanelli-Russo" di Catania e dell'Architetto Giovanni Amandorla di Palermo.

## Esterno

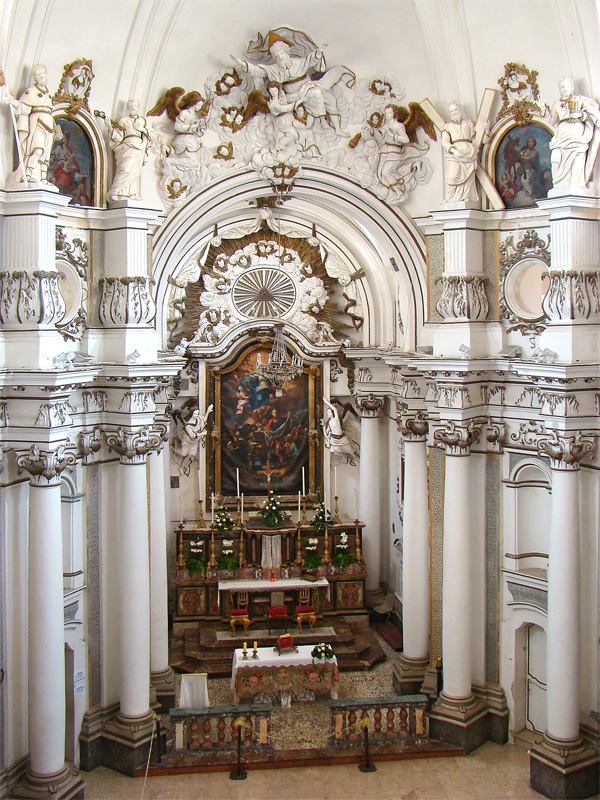
L'interno.

L'esterno è caratterizzato dalla presenza di una torre campanaria, ornata negli angoli da due capitelli.
Originariamente l'unico portale della chiesa era quello situato lungo Corso Vittorio Emanuele; verso la fine del XVIII secolo ne fu aggiunto un altro dal lato di via Pier Capponi, a causa di alcuni lavori lungo il Corso. Dopo il completamento dei lavori fu però riscontrato un notevole abbassamento del piano stradale, che rese pertanto inagibile il portale originario. Oggi l'unico accesso alla chiesa è quello da via Pier Capponi.

## Interno
Lo stile architettonico barocco si riconosce maggiormente all'interno, grazie alle numerose decorazioni con stucchi e putti. Sulle dodici colonne interne sono presenti le statue degli apostoli eseguite dal decoratore e stuccatore Basile.
Nell'altare di destra è conservata la pala del 1854 raffigurante i Santi Benedetto e Scolastica, del pittore palermitano Salvatore Lo Forte. In quello di sinistra è invece custodita una Madonna col Bambino cinquecentesca in marmo attribuita ad Antonello Gagini.